# Robert Hoggard
Ej att förväxla med Robert Hoggard (1861-1935), som 1908 grundade Frälsningsarméns verksamhet i Korea.
Robert Hoggard, född 23 februari 1892, död 27 september 1972, var en officer inom Frälsningsarmén som var kommendör och territoriell ledare i Sverige 1956–1960. Han påbörjade sin tjänstgöring i Tokyo där hans far vid den tiden var territoriell ledare för Japan och Korea. Hoggard tjänstgjorde förutom i Sverige även i ledande befattningar i Nya Zeeland, Schweiz, Kanada och USA. Hans sista befattning före pensionering var vid det internationella högkvarteret i London.